# Rheinisches Eisenkunstguss-Museum

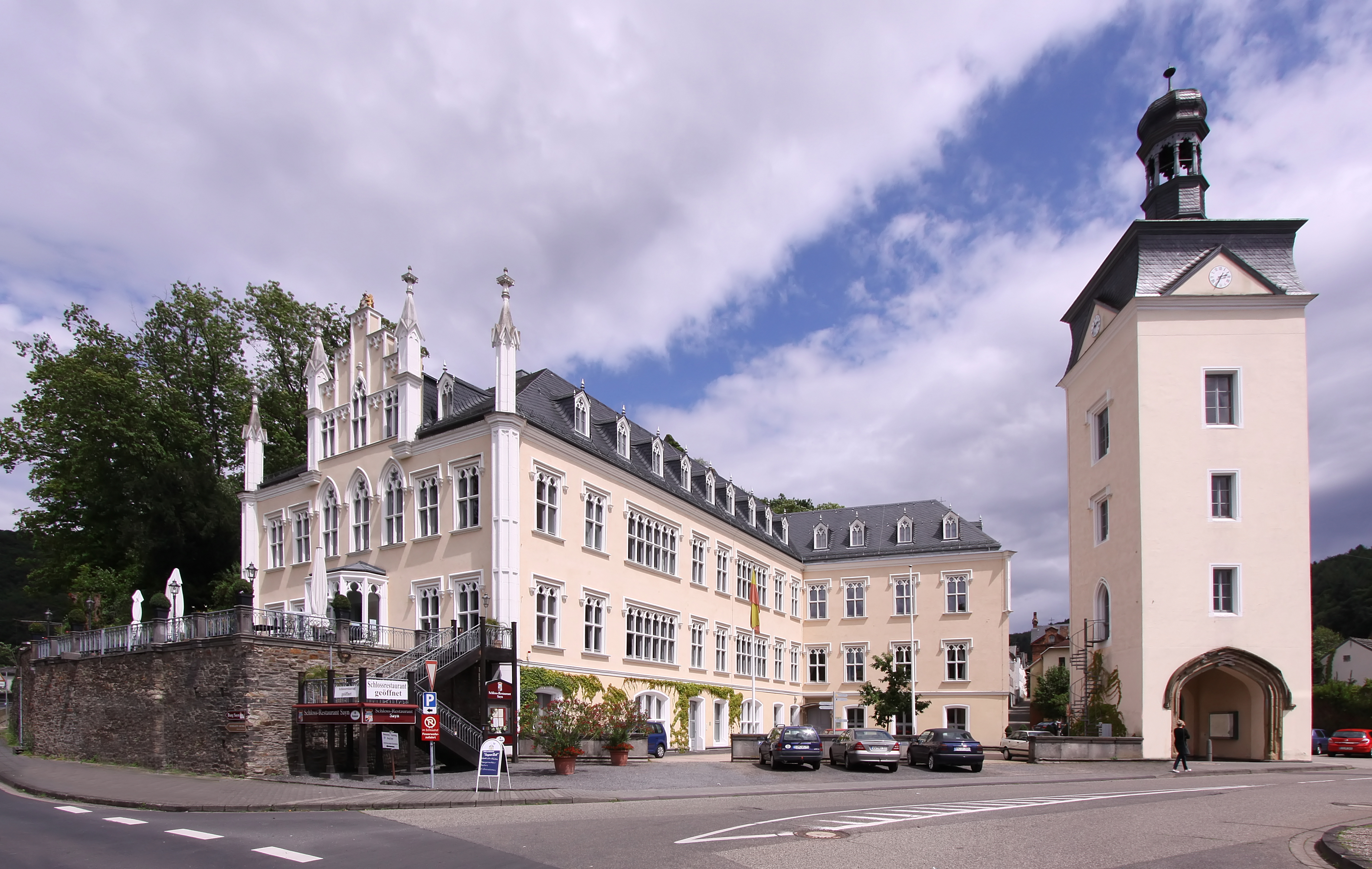
Schloss Sayn

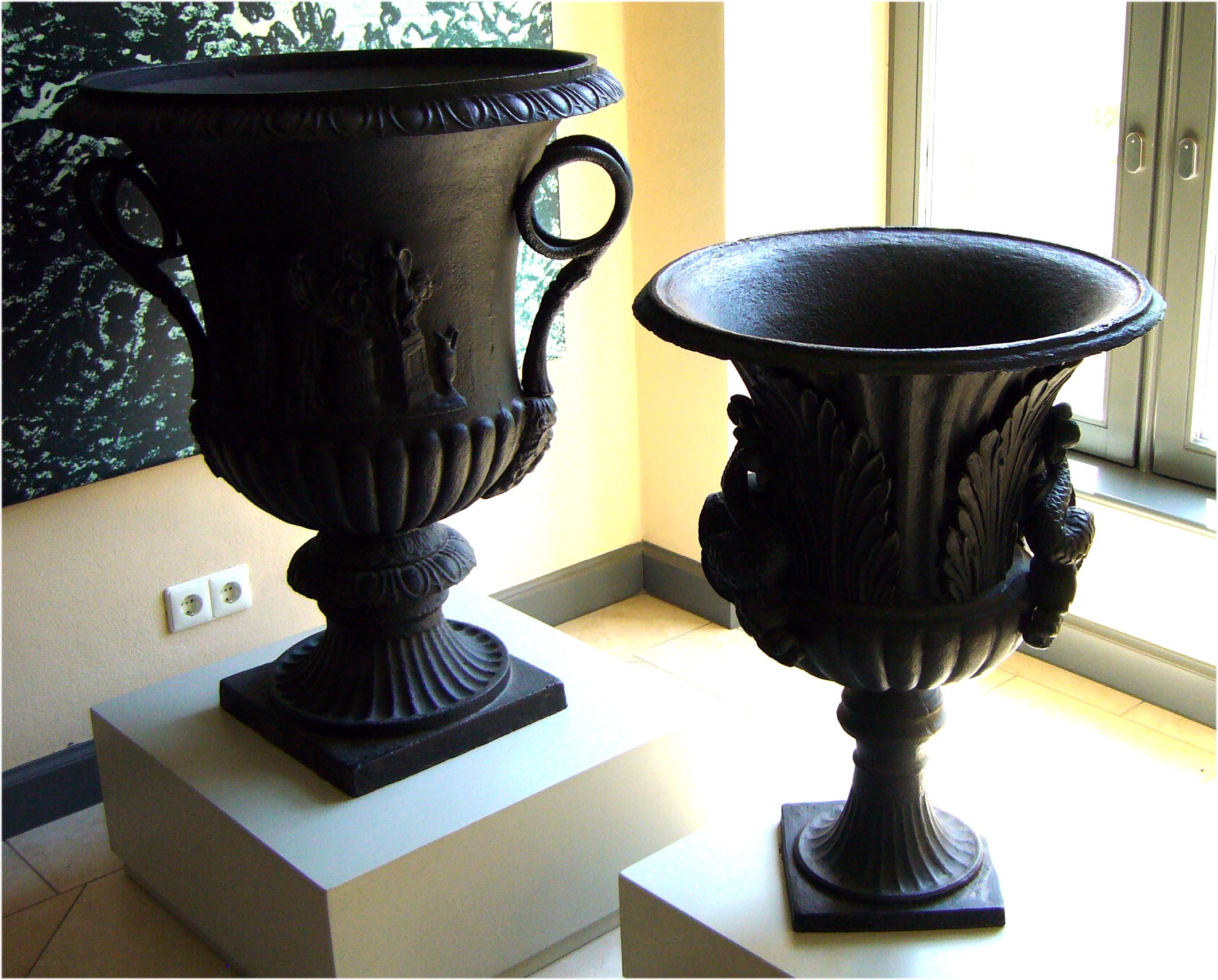
Pflanzgefäße Eisenkunstguss

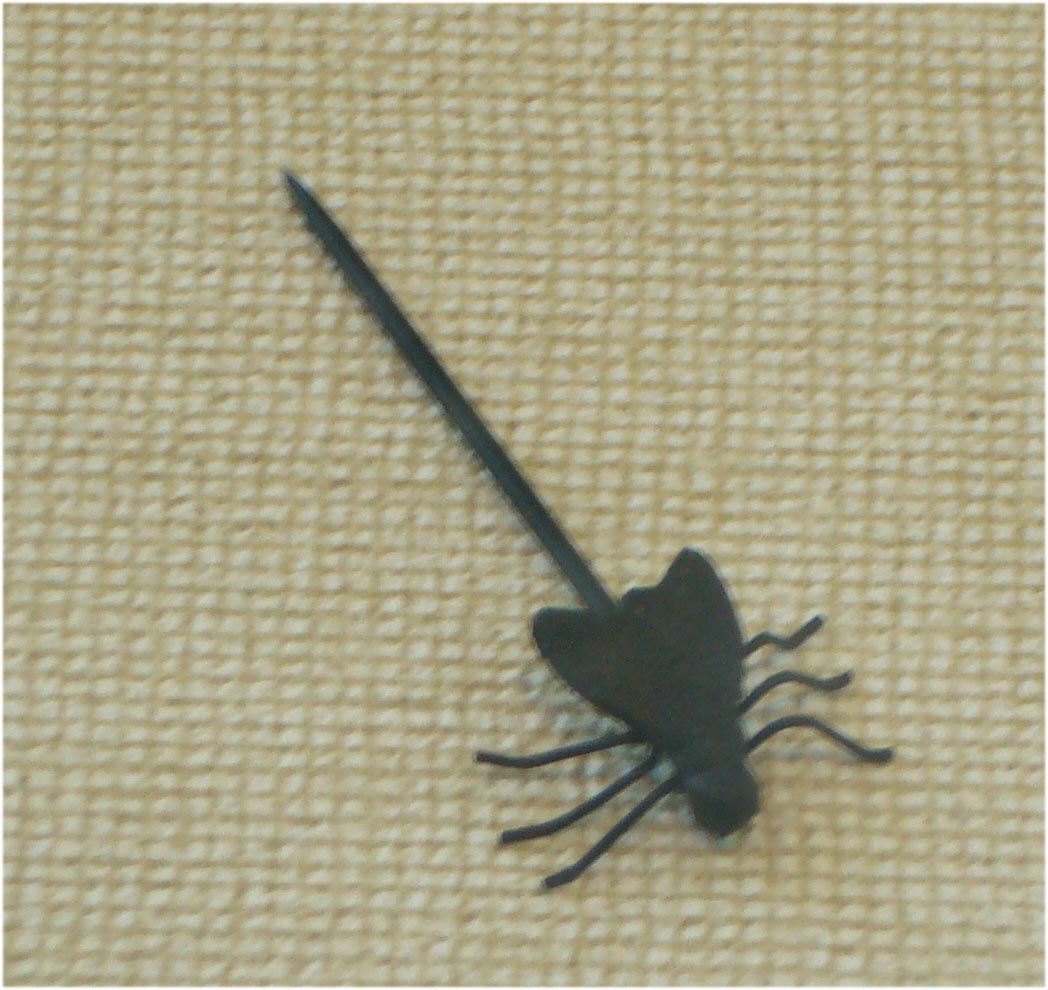
Mücke in Originalgröße, Eisenkunstguss

Das Rheinische Eisenkunstguss-Museum präsentiert eine Auswahl seiner Sammlung. Seit dem Jahr 2000 bis Herbst 2019 war es in Räumen von Schloss Sayn untergebracht. Neuer Standort ist die Sayner Hütte. Sammlungsschwerpunkt des Museums ist die Zeit der Industrialisierung der Stadt Bendorf und seiner Umgebung. Im Sonderausstellungsraum werden Wechselausstellungen zu verschiedenen Themen gezeigt.
Der Bereich Eisenerzabbau und Eisenverarbeitung ist von besonderer Bedeutung.
Die Bergleute der Grube „Vierwinden“ berichten vom Arbeiten in der Eisenerzgrube und am Hochofen. In engen dunklen Stollen schlagen sie mit einfachen Hacken das Erz aus dem Berg. Beim schwachen Schein der Öllampe arbeiten Kinder und Männer zwölf Stunden „unter Tage“.
Nicht weniger anstrengend und gefährlich war die Arbeit des Gießers in der Eisenhütte. Ohne ausreichende Schutzkleidung, nur durch Handschuhe geschützt, goss er das glühend heiße Roheisen in Formen.
Im Raum Sayner Hütte werden die Produkte der Königlich Preußischen Eisengießerei gezeigt. Dazu gehören die Neujahrsplaketten, filigraner Eisenschmuck, Möbelstücke und Kanonen. Im nachgestellten Kontor, dem Verkaufsraum der Eisenhütte, können anhand von Katalogen die Erzeugnisse ausgewählt und bestellt werden. Weitere Ausstellungsstücke sind verschiedene Kunstgussöfen aus der Produktion der Bendorfer Concordiahütte.
Der Salon zeigt, wie die Montanunternehmer Wilhelm Remy oder Lossen gewohnt haben. Reich verzierte Tabakdosen, Kerzenleuchter und Schreibutensilien aus Eisen schmücken diese Gründerzeitstube.
Vom harten Alltag „erzählen“ Waschbütt´, Herd und Bügeleisenofen in der Arbeiterküche der Familie Schwartz.